# St Antony's College (Oxford)
 (décembre 2018).
St Antony's College est l'un des collèges constitutifs de l'université d'Oxford en Angleterre. Fondé en 1950, grâce au legs du marchand français Antonin Besse, St Antony's est spécialisé dans l'étude des relations internationales, l'économie, et la politique. Le collège est devenu mixte en 1962.
Le collège est situé dans le nord d'Oxford, encadré par Woodstock Road, à l'ouest, Bevington Route au sud et Winchester Road à l'est. 

## Histoire
St Antony's est fondée en 1950, grâce au don d'Antonin Besse d'Aden, un commerçant d'origine française.
En 1947, Antonin Besse envisage de donner 2 millions de livres à l'université d'Oxford pour la création d'un nouveau collège. L'université recommande d'abord que Besse subventionne des collèges existants. Antonin Besse dote de 250 000 livres les collèges Keble, Worcester, St-Peter, Wadham, Exeter, Pembroke, Lincoln et St Edmund Hall. Cependant, l'université reconsidère favorablement la première proposition de Besse. Ainsi, en 1948, Besse met en place le premier conseil d'administration du futur collège. 

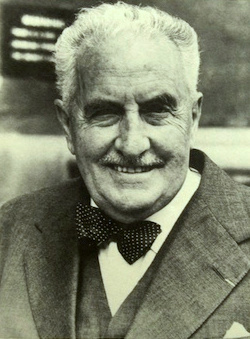
Antonin Besse.

Le collège acquiert ses locaux actuels, au 62 Woodstock Road en 1950. 
Le collège admet les premiers étudiants pour le premier terme, à la saint-michel 1950 et obtient une Charte royale en 1953. Une charte complémentaire en 1962 permet au collège d'admettre les femmes, et, en 1963, le collège devient membre à part entière de l'université d'Oxford. En 1952, St Antony's accueillait 27 étudiants, et avant 1960, ce nombre atteignait 260 étudiants, de 34 nationalités. St Antony's College compte 450 étudiants de plus de 66 nationalités. Environ la moitié des élèves ont une langue maternelle autre que l'anglais. En 2012, St Antony's a un fonds de dotation évalué à 30 millions de livres sterling.
Le fondateur souhaite que le nouveau collège accueille des étudiants sans distinction d'origine ou de religion et aide à améliorer la coopération internationale et la compréhension interculturelle. Le collège s'est efforcé, dès son origine, d'être un centre d'études et de recherche dans les domaines de l'histoire contemporaine, de philosophie, d'économie, de politique et de fournir un centre international au sein de l'université
Le nom du collège fait référence au prénom de son fondateur, ainsi qu'à Antoine le Grand.

## Les bâtiments et les jardins
Le bâtiment principal date du début de l'ère victorienne. Il est construit pour les sœurs de la Miséricorde. Charles Buckeridge, un architecte local, a conçu les bâtiments conventuels. Le couvent a ouvert en novembre 1868.
Le prix total du bâtiment initial fut de huit mille livres, une somme importante pour l’époque. Il est raconté que l’architecte William Butterfield, après avoir vu le nouveau bâtiment du couvent, aurait dit qu’il s’agissait « du plus beau bâtiment moderne d’Oxford après mon université » (celle de Keble). St Antony’s a acquis l’ancien couvent en 1950 après qu’il a été déserté par les Sœurs de la Miséricorde et Halifax House, qui avaient occupé les lieux dans la période d’après-guerre. 
La chapelle, qui abrite aujourd'hui la principale bibliothèque du collège, est construite dans les années 1891-1894 selon les plans de Buckeridge
Plusieurs bâtiments sont ajoutés, le bâtiment Hilda Besse, depuis 1970, permet de loger des étudiants et abrite la salle à manger, la salle commune et des salles de réunion. D'autres extensions ont agrandi le collège, les dernières datant des années 2000, Gateway Buildings et Investcorp Building.

### Galerie

St Antony's College
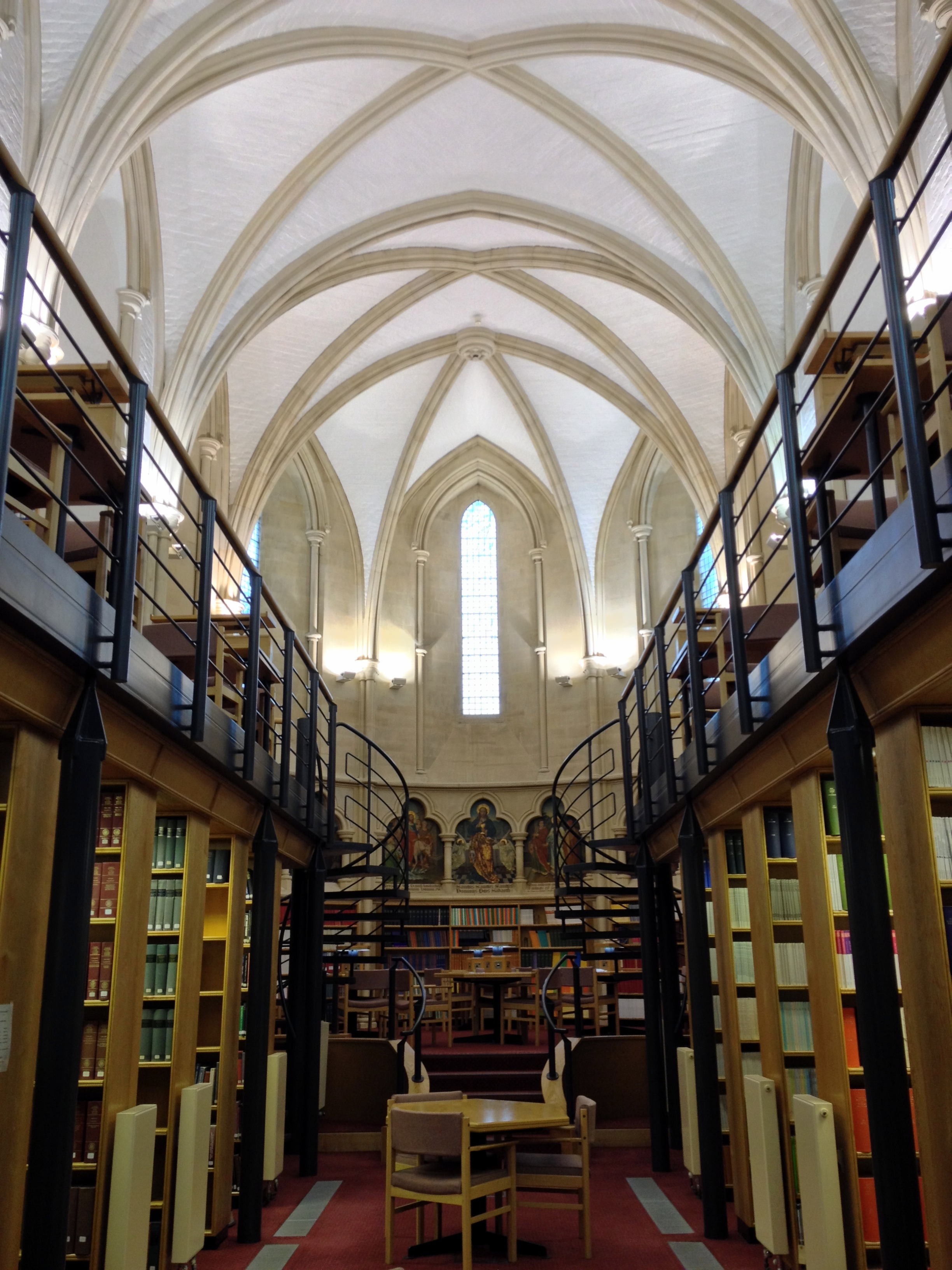
Bibliothèque principale.
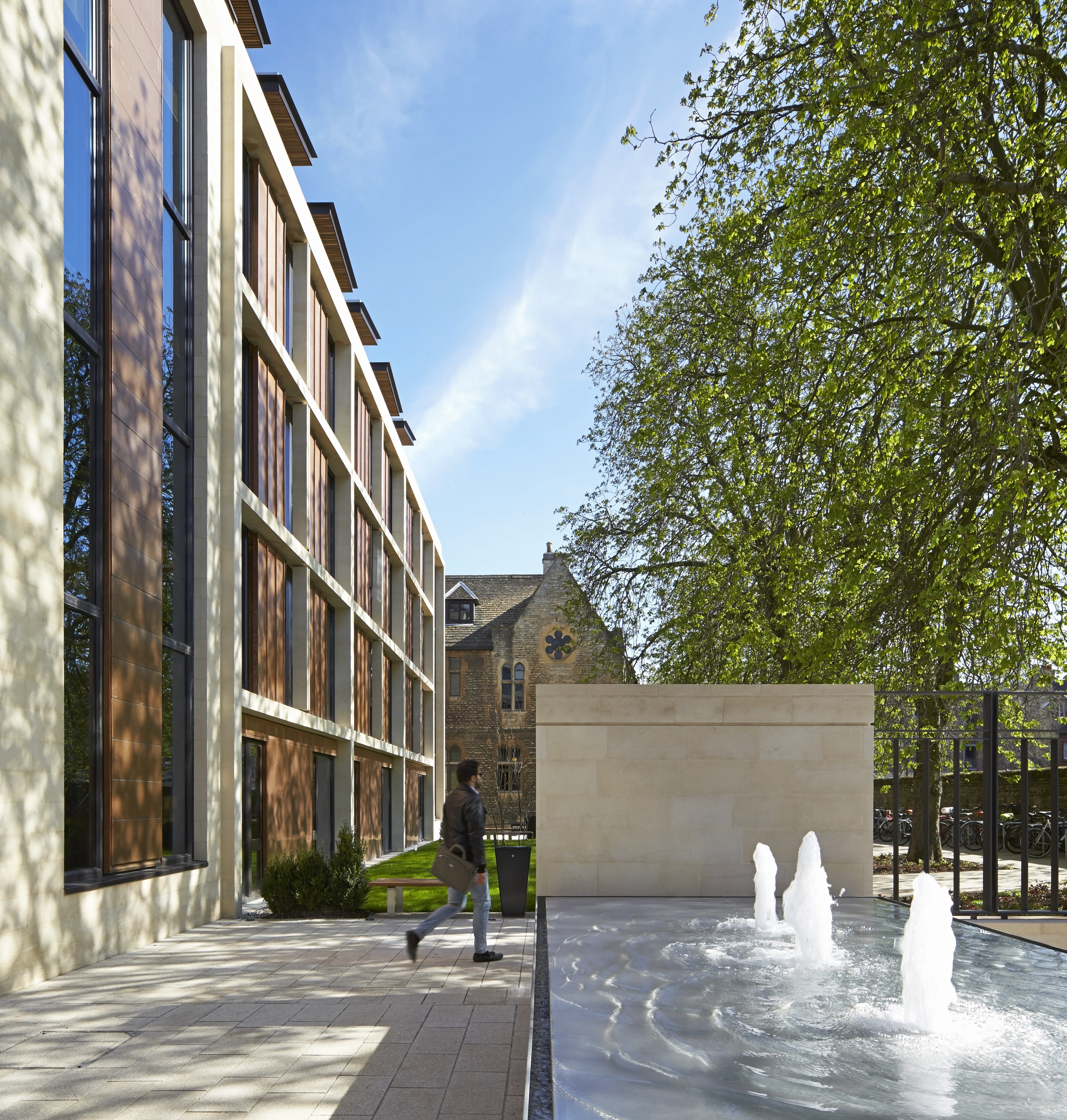
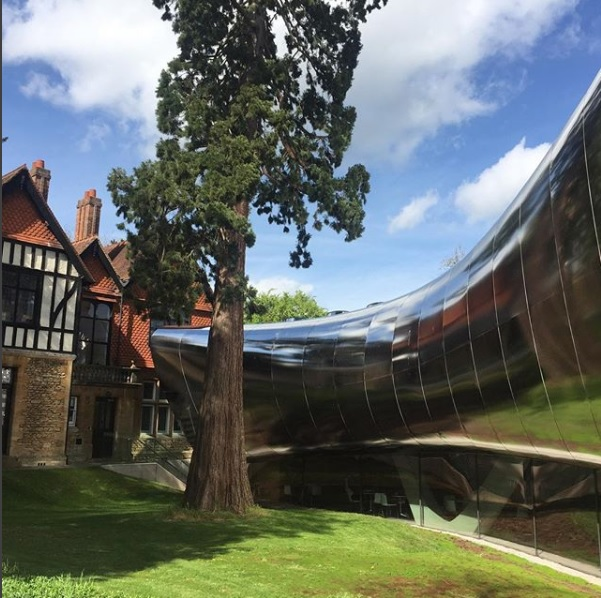
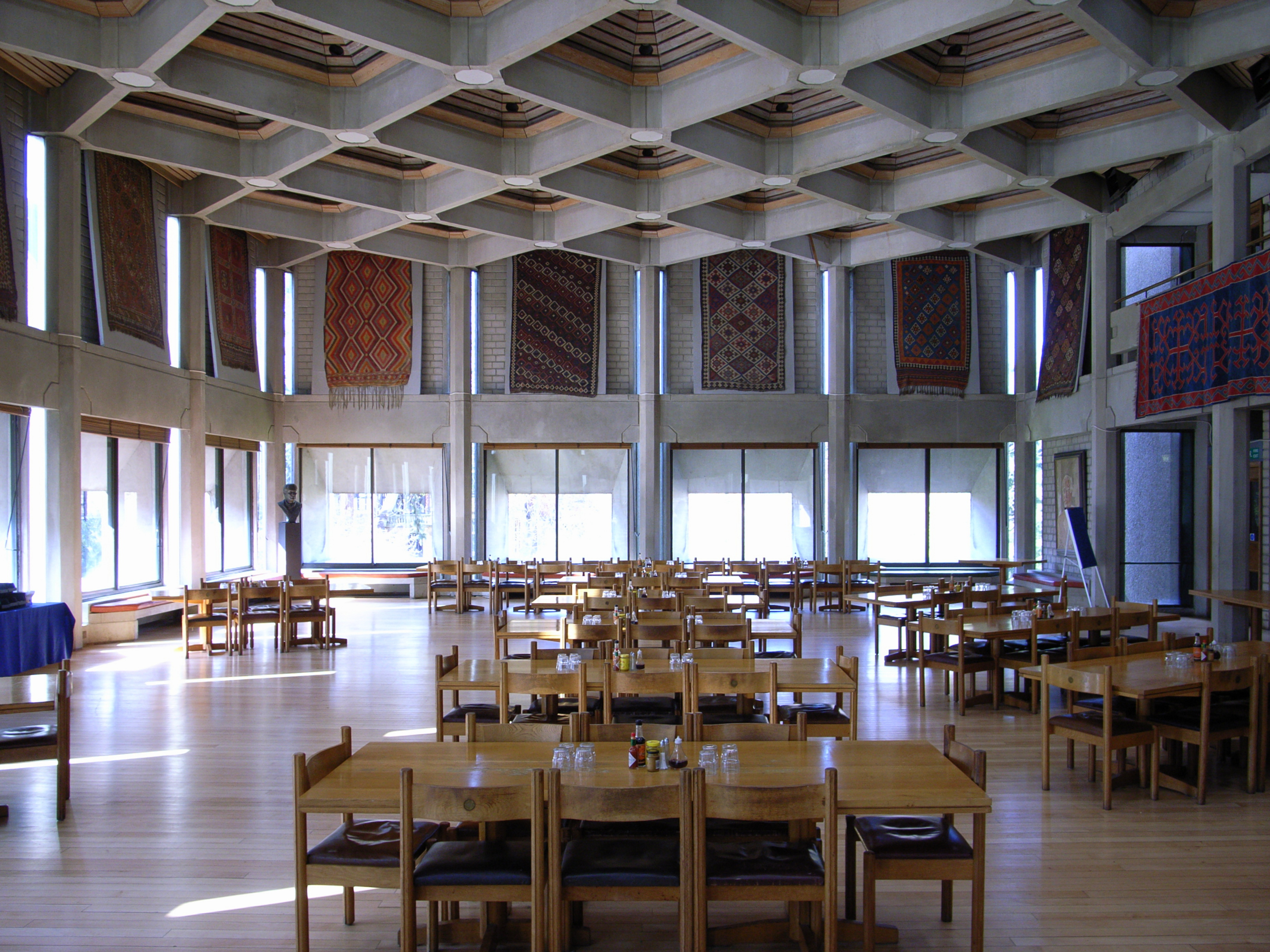
Salle à manger.
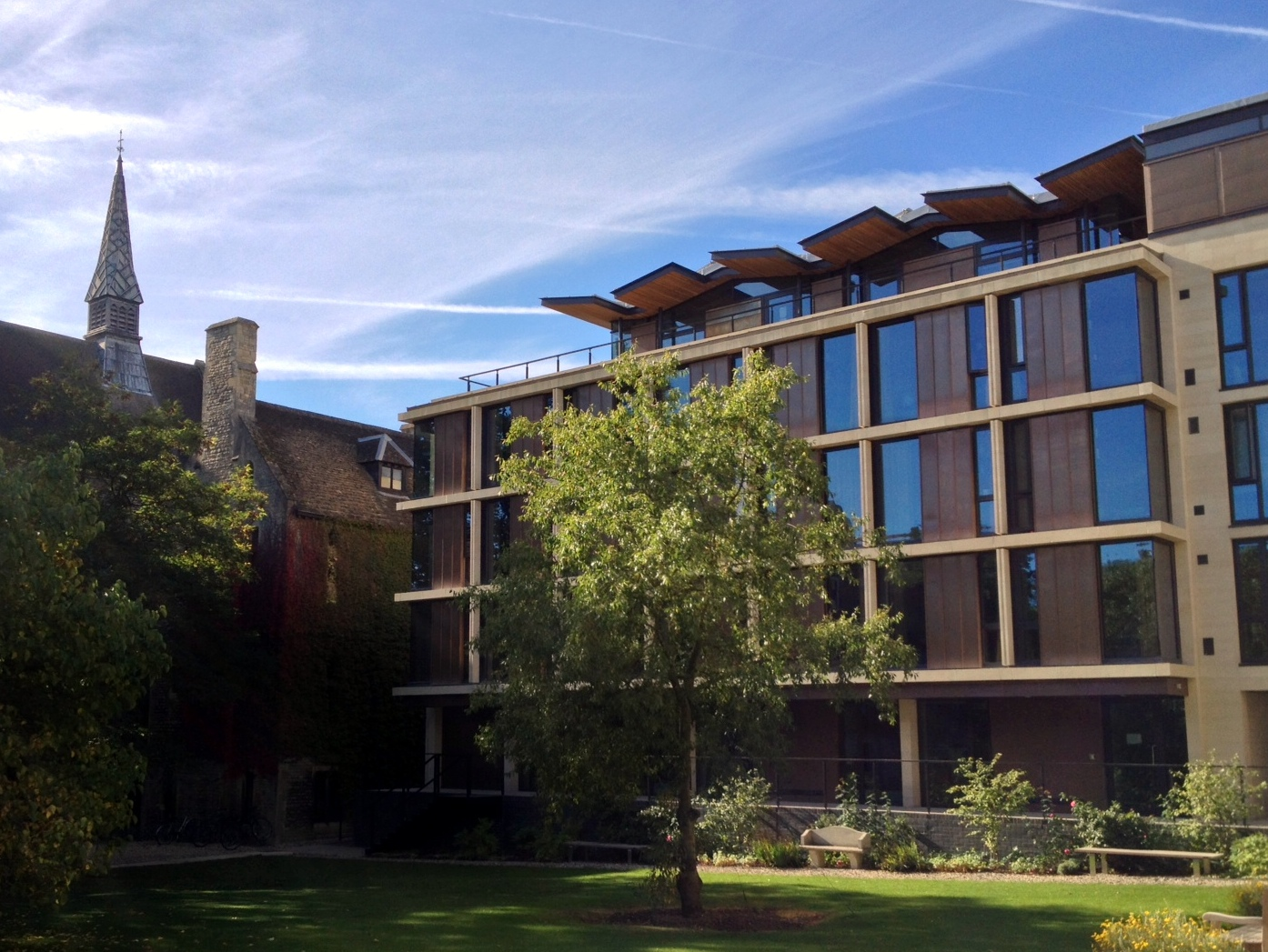
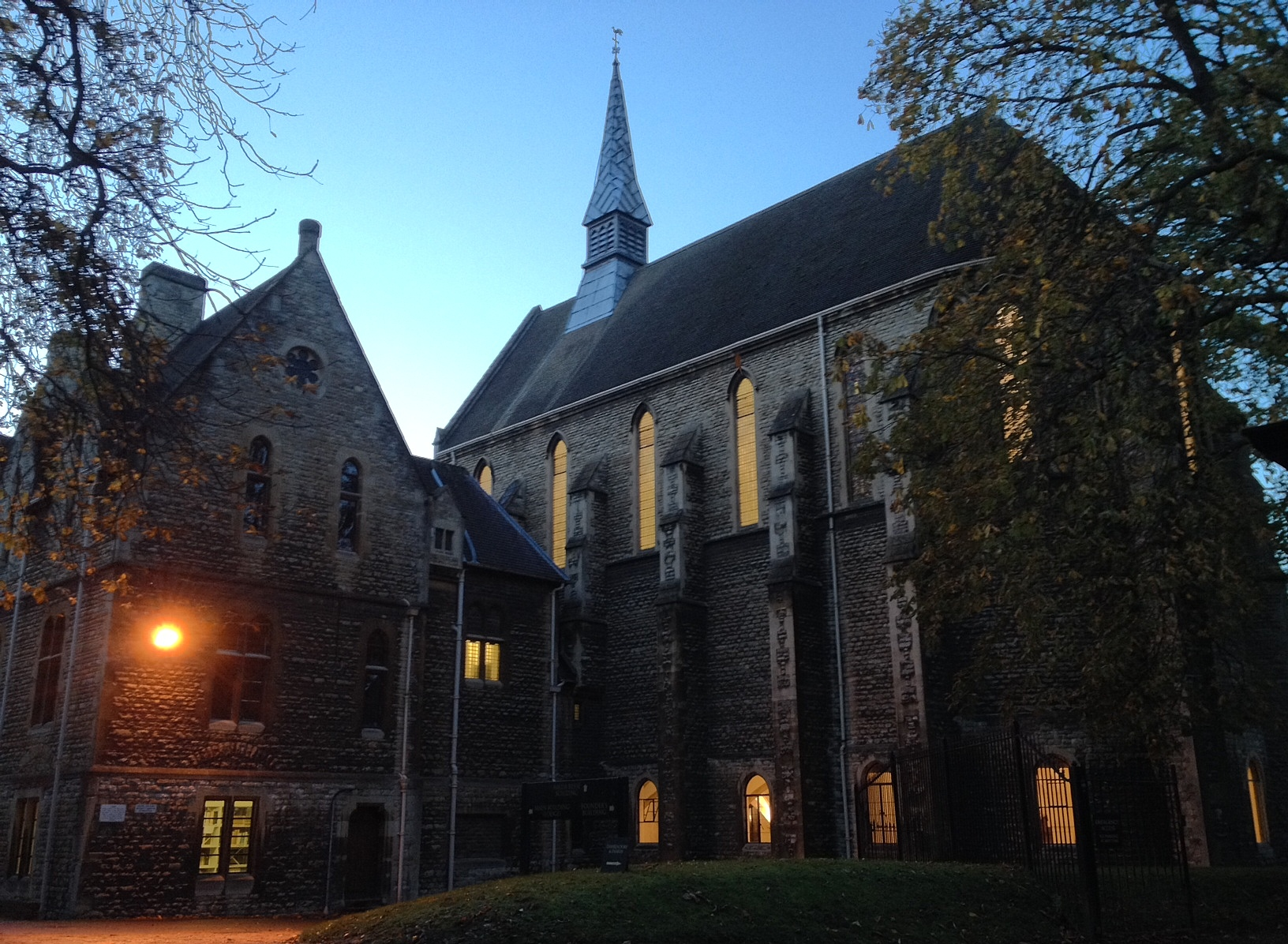

## Vie étudiante et études
St Antony's College compte environ 450 étudiants de plus de 66 nationalités ; environ la moitié des étudiants ont une langue maternelle autre que l'anglais. Les intérêts des étudiants sont représentés par un organe élu, l'exécutif de la Graduate Common Room (GCR), qui est élu tous les ans à la fin du mandat de Michaelmas.
La plupart des logements universitaires sont situés sur place, avec environ 104 chambres avec salle de bains privative dans les bâtiments Gateway et Founder.

### Bibliothèques et publications
L'ancien bâtiment principal - l'ancien couvent de la Sainte-Trinité, construit dans les années 1860, abrite la bibliothèque de l’université (y compris la salle de lecture Gulbenkian) et la bibliothèque du centre d'études russes et eurasiennes. La bibliothèque universitaire conserve des collections générales sur l'histoire moderne, la politique, les relations internationales et l'économie, des collections sur l'Europe, l'Asie et des collections non slaves sur la Russie et l'ancienne Union soviétique. Il contient plus de 50 000 volumes et anciens numéros de plus de 300 titres de revues. Il abrite également des collections d'archives du XXe siècle, notamment les papiers Wheeler-Bennett. St Antony's est associé au système d'information des bibliothèques d'Oxford (OLIS) et contribue au catalogue des bibliothèques en ligne de l'université depuis 1990.[réf. souhaitée]
Les autres bibliothèques figurant sur le site de l’Université sont la bibliothèque du Centre du Moyen-Orient, la bibliothèque du Centre latino-américain Bodleian, la bibliothèque japonaise du Bodleian et la bibliothèque du Centre d'études russes et eurasiennes, dont la dernière a été rénovée en 2008-2009 dans le cadre du programme de construction et de rajeunissement de l’Université. L’Université possède également une vaste collection de documents d'archives relatifs au Moyen-Orient, conservés dans les archives du Middle East Center, dont les locaux ont été considérablement agrandis avec l'achèvement du bâtiment de Zaha Hadid à Softbridge au milieu de 2014. 
La salle commune pour les diplômés de l’Université publie depuis 2005 une revue universitaire biannuelle intitulée The St Antony's International Review, plus connue sous son acronyme - STAIR. En outre, l’université publie une lettre d'information trimestrielle, l'Antonian, et un dossier du collège - un rapport annuel sur les affaires du collège.

## Personnalités liées à St Anthony's
Le premier doyen de l'université est Sir William Deakin (1950-1968), un ancien élève de l'université d'Oxford qui, au cours de la Seconde Guerre mondiale est un conseiller de Winston Churchill. 
Ralf Dahrendorf est arrivé à St Antony après une brillante carrière de théoricien de la société et de politicien en Allemagne, de commissaire européen et de directeur de la London School of Economics. Il a ensuite dirigé et élargi l'université de 1987 à 1997, et développé son rôle en tant que source de conseils en matière de politique. L’ancien directeur, Sir Marrack Goulding (1997-2006), a servi pendant 26 ans dans le service diplomatique britannique avant de devenir secrétaire général adjoint aux Nations unies. Sa nomination a souligné le caractère international du Collège et ses liens avec le gouvernement et les entreprises. À la suite du départ à la retraite du cinquième doyen du Collège, Margaret MacMillan, en octobre 2017, l'anthropologue social Roger Goodman a été élu au poste de doyen, après avoir déjà exercé des fonctions intérimaires entre 2006 et 2007.

## Traditions et spécificités
St Antony’s est un établissement majoritairement informel dans lequel les étudiants ne portent la tenue académique que pour des occasions telles que l’entrée à l’université et les cérémonies de remises de diplômes.
L’université n’a pas une table d’honneur en permanence, mais a choisi de mettre en place des tables d’honneurs plusieurs fois par semaine en fonction des occasions pour les étudiants boursiers et les invités.  
Les étudiants assistent souvent aux tables d’honneur sur invitation de leurs superviseurs.
Les étudiants de St Antony’s jouent un rôle important[réf. nécessaire] dans la direction de l’université à travers le corps élu de représentants (le Graduate Common Room, ou GCR).

### Armoiries
Les armoiries de l’université, accordées en 1953, ont été conçues de façon à représenter l’homonyme de l’université : Anthony « Le Grand » d’Egypte. La couleur rouge représente la mer rouge, tandis que l’or a été choisi pour représenter le sable du désert et les éléments en forme de T sont des croix traditionnelles de St Antony.
Le blason héraldique de ces armoiries est le suivant : 
Or on a chevron between three tau crosses gules as many pierced mullets of the field.
La devise de l’université « plus est en vous » est parfois ajoutée en complément de ces armoiries. Lorsque c’est le cas, elle est généralement placée sur un rouleau sous l’écusson (bouclier).
La devise elle-même est généralement interprétée comme l’expression anglaise There is more to you than meets the eye.